# Cshonan állomás
Cshonan (Cheonan) állomás a szöuli metró 1-es vonalának állomása Dél-Cshungcshong (Chungcheong) tartomány Cshonan (Cheonan) városában.

## Viszonylatok
| 1-es vonal                                          | 1-es vonal                                                   | 1-es vonal                                       |
| --------------------------------------------------- | ------------------------------------------------------------ | ------------------------------------------------ |
| Tudzsong (Dujeong) Szojoszan (Soyosan) felé         | Kjongbu (Gyeongbu)/Csanghang (Janghang) szakasz személyvonat | Pongmjong (Bongmyeong) Sincshang (Sinchang) felé |
| Tudzsong (Dujeong) Jongszan (Yongsan) és Szöul felé | Kjongbu (Gyeongbu) szakasz piros és zöld expresszvonat       | végállomás                                       |
| Korail                                              |                                                              |                                                  |
| Tudzsong (Dujeong) Szöul felé                       | Kjongbu (Gyeongbu) vonal                                     | Szodzsong-ri (Sojeong-ri) Puszan (Busan) felé    |
| végállomás                                          | Csanghang (Janghang) vonal                                   | Aszan (Asan) Ikszan (Iksan) felé                 |